# پورت ایستا

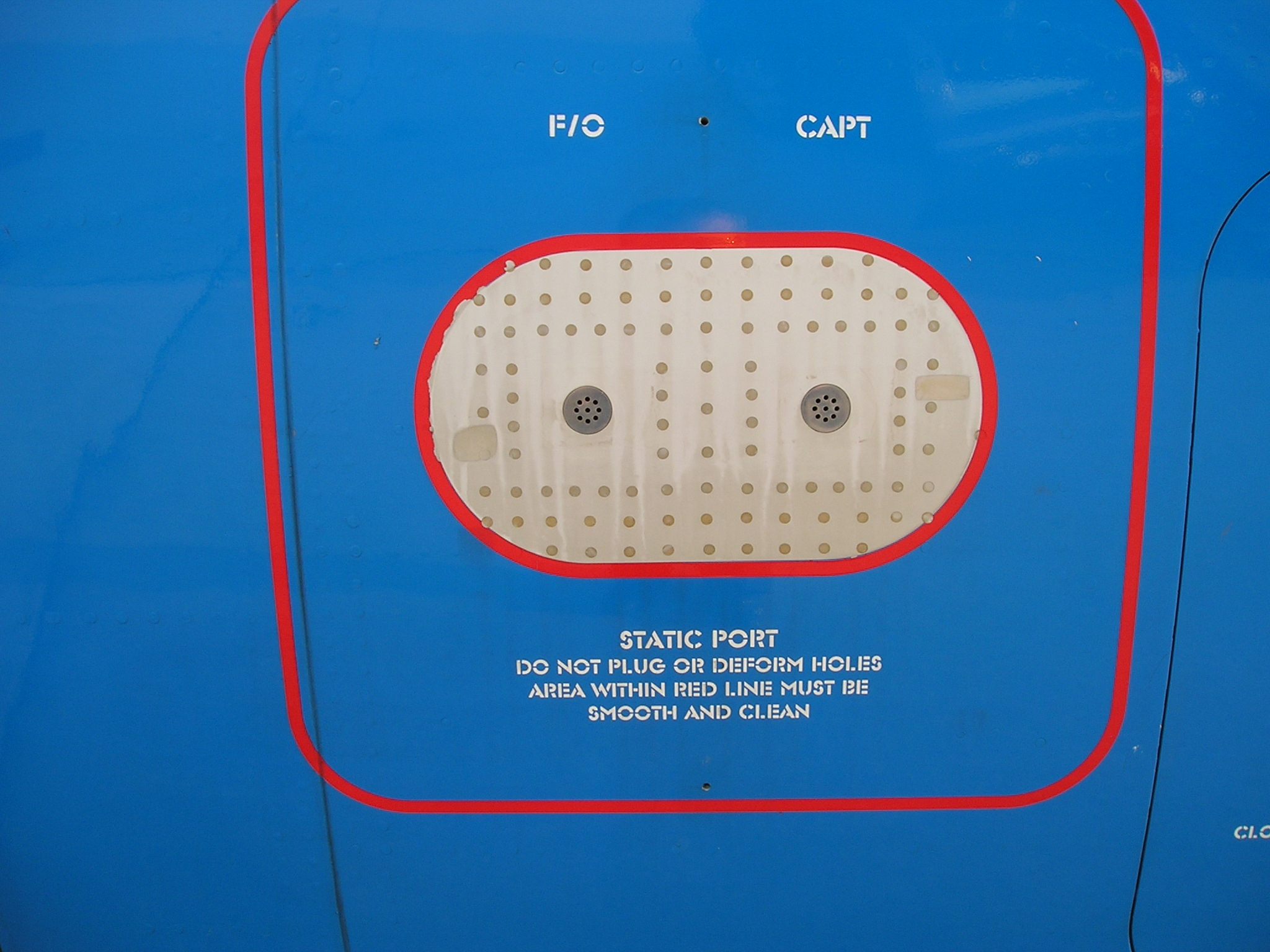

پورت ایستا بخشی از سیستم‌های ایستای پیتو است که ارزش فشار هوا را منتقل می‌کند. این پورت نوع بخصوصی از فشارسنج است. در عمل پورت ایستا با یک لوله پیتو به لوله پرانتل متصل می‌شود.